# Растровий графічний редактор
Ра́стровий графі́чний реда́ктор — спеціалізована програма для створення і обробки растрових зображень. Ці програмні продукти знайшли широке застосування в роботі художників-ілюстраторів, при підготовці зображень до друку або на фотопапері, публікації в інтернеті.
Растрові графічні редактори дозволяють користувачеві створювати і редагувати зображення на екрані комп'ютера (серед звичних інструментів — декілька типів ліній, стирання, копіювання об'єктів, додавання тексту, заповнення кольору фону…), а також зберігати їх в різних растрових форматах. Формати збереження зображень поділяються на такі, що дозволяють зберігати растрову графіку з незначним зниженням якості за рахунок використання алгоритмів стиснення з втратами (JPEG, PNG, GIF і TIFF), та такі, що також підтримують стиснення (RLE), але загалом є «попіксельним» описом зображення (BMP).

## Порівняння із векторними графічними редакторами
Технічні відмінності між векторними та растровими редакторами випливають із різниці між відповідними зображеннями. Векторна графіка створюється математично за допомогою геометричних формул. Кожен елемент створюється та обробляється чисельно: фактично, використовуючи декартові координати для розміщення ключових точок, а потім математичний алгоритм для з’єднання точок і визначення кольорів.
Натомість растрові зображення включають цифрові фотографії . Растрове зображення складається з рядків і стовпців точок, які називаються пікселями. Це стандартна форма для цифрових камер; незалежно від того, чи це файл .raw чи файл .jpg, концепція однакова. Зображення представлено піксель за пікселем, як мікроскопічний пазл.
Векторні редактори, як правило, краще підходять для графічного дизайну, макетів сторінок, типографіки, логотипів, чітких художніх ілюстрацій, наприклад, мультфільмів, графічних зображень, складних геометричних візерунків, технічних ілюстрацій, схем і блок-схем .

## Популярні растрові редактори
- Adobe Photoshop : галузевий стандарт для фотографії, дизайну та цифрового мистецтва
- GIMP : безкоштовна альтернатива з відкритим вихідним кодом із функціями, подібними до Photoshop
- Corel Painter : фокусується на цифровому малюванні з моделюванням традиційного мистецтва
- Affinity Photo : інструменти професійного рівня з моделлю одноразової покупки
- Procreate (iOS): популярна програма для цифрового малювання на iPad